# Skyjacked
Skyjacked is een Amerikaanse rampenfilm uit 1972 onder regie van John Guillermin. De film is gebaseerd op het boek Hijacked van David Harper en werd destijds in Nederland uitgebracht onder de titel Vlucht 502 antwoordt niet.

## Verhaal
Op een Boeing 707 die vertrekt vanaf Los Angeles onderweg naar Minneapolis wordt door eersteklaspassagier Elly Brewster een bomdreiging gevonden op het toilet aan boord van het voertuig. Niet veel later wordt een tweede dreiging gevonden op een servet. Piloot Hank O'Hara neemt de dreigingen serieus en volgt de eis om koers te zetten naar Anchorage, Alaska. Om explosieve decompressie te voorkomen, besluit hij om op een lage hoogte te vliegen. Omdat de weervoorspellingen in Anchorage ongunstig zijn, wordt de hulp van Ben Puzo van de United States Air Force ingeschakeld. Ondanks een benzinetekort weet O'Hara het voertuig veilig te landen.
Eenmaal gearriveerd komt O'Hara tot de ontdekking dat de dreigingen afkomstig zijn van een van zijn passagiers, Jerome K. Weber een veteraan uit de Vietnamoorlog die vanwege een ernstige oorlogstrauma is doorgedraaid. Hoewel elk teken van een bom afwezig lijkt te zijn, is Weber bewapend met een pistool en een granaat. Hij laat weten dat hij zichzelf zal opblazen als men zijn plannen probeert te dwarsbomen. Het merendeel van de passagiers weet met succes via de nooduitgang te ontsnappen, maar niet iedereen weet te ontkomen. Weber gijzelt onder anderen stewardess Angela Thatcher (een ex-geliefde van O'Hara) en alle eersteklaspassagiers, onder wie senator Arne Lindner en de hoogzwangere Harriet Stevens, die vanwege de schok van de kaping vervroegd bevalt van een jongen. 
Weber eist dat het vliegtuig - na het bijvullen van benzine - naar Moskou moet vliegen. Hier hoopt hij over te lopen naar de Sovjet-Unie. Hoewel de Sovjets geen groen licht willen geven voor een landing in Moskou, is Weber vastberaden. Na de nodige overtuiging van O'Hara, wordt het toestel dan toch veilig aan de grond gezet in de Sovjet-Unie. Nadat de passagiers zijn bevrijd, wordt Weber tot zijn grote verrassing vijandig ontvangen door de Sovjets. Hierop besluit hij O'Hara neer te schieten. Weber wordt uiteindelijk doodgeschoten door de Sovjets; O'Hara overleeft de schotwond.   

## Rolverdeling
| Acteur           | Personage            |
| ---------------- | -------------------- |
| Charlton Heston  | Piloot Hank O'Hara   |
| Yvette Mimieux   | Angela Thatcher      |
| James Brolin     | Jerome K. Weber      |
| Claude Akins     | Brigadier Ben Puzo   |
| Jeanne Crain     | Mevrouw Clara Shaw   |
| Susan Dey        | Elly Brewster        |
| Roosevelt Grier  | Gary Brown           |
| Mariette Hartley | Harriet Stevens      |
| Walter Pidgeon   | Senator Arne Lindner |
| Ken Swofford     | John Bimonte         |
| Leslie Uggams    | Lovejoy Wells        |
| Ross Elliott     | Harold Shaw          |
| Nicholas Hammond | Peter Lindner        |
| Mike Henry       | Sam Allen            |

## Achtergrond
De film werd tussen januari en maart 1972 opgenomen. Heston vertelde dat meer dan 90% van de scènes werden opgenomen in een Boeing 707, wat grote technische problemen teweegbracht.
De Nederlandse titel, Vlucht 502 antwoordt niet, ontving veel kritiek; daarbij was de pers over de inhoud van de film ook gematigd enthousiast. Recensent van Het Vrije Volk schreef: "Soms is de film nog spannend ook, maar veel neem je er toch niet van mee. Toekomstige kapers kunnen deze film in ieder geval van hun studielijst afschrappen. Recensent Hans Vrugt van het NRC Handelsblad schreef dat de film "geen anderhalf uur spanning oplevert" . Recensent Jip Golsteijn van De Telegraaf schreef positiever gestemd: "Geen al te slechte film. De motieven voor de vaak zeer vreemde gedragingen van de betrokkenen worden door een tiental haastige flashbacks en wat ultrakorte dialogen allerminst duidelijk, maar het gaat om de spanning en die weet regisseur Guillermin hoog op te voeren, althans voor diegenen die van dit genre avonturenfilms houden.
Vertoning van de film werd in augustus 1972 verboden in Australië om onrust onder reizende passagiers te voorkomen.